# 波田陽区
波田 陽区（はた ようく、本名：大川 晃（おおかわ あきら）、旧姓：波田（はだ）、1975年6月5日 - ）は、日本のお笑いタレント（ピン芸人）。別芸名はギター侍。
山口県下関市出身。ワタナベエンターテインメント九州事業本部所属。山口県立豊浦高等学校、熊本学園大学商学部経営学科卒業。2016年4月から福岡市在住。YouTuberとしても活動している。

## 来歴
1998年にデビュー。事務所に入る前は「波田ベッケンバウアー」、「波田ペレ」等、著名のサッカー選手の名前を借りてライブ活動をしていた。しかし顔やネタに華やかさがなかったことから、華やかなイメージがある「ニューヨーク」から「波田（はだ）ニューヨーク」と命名。その後「もうニュー（新しい）ではない」として「ニュー」を削除し「ヨーク」を「陽区」に変更。某テレビ番組のプロデューサーに「波田（はだ）」は言いにくいと言われ、読みを「波田（はた）」に変える。
中学時代はバドミントン部に所属し、全国大会でベスト16に入ったこともある。大学時代に「テンポイント」というコンビを組んでいた。サークル名は青空活動隊、ニックネームは「チャッピー」。新宿区のファミリーマート大久保店で長年アルバイトをしていた。副店長経験あり。『お笑いCDTV』（2003年10月 - 2004年9月）でライブの前説を経験したことがある。
2004年『エンタの神様』で「ギター侍」のネタを披露し、ブレイク。2004年末から2005年年末にかけてがテレビ出演のピーク。2004年のピーク時には最高月収が2,800万円だった。この額は、所属するワタナベエンターテインメントの取り分（50%）を差し引いた波田自身の収入である。
2005年4月からラジオ番組『JUNK2 波田陽区の中までテキーラ!』にて初のメインパーソナリティを務める（2006年9月で終了）。2006年7月7日、『新キッズ・ウォー2』にてニートの青年役で3回出演。2007年からインターネット放送局あっ!とおどろく放送局で『波田陽区の奥までテキーラ!』開始（2008年3月に終了）。
2007年3月18日放送の『爆笑レッドカーペット』にて、ギター侍以外のネタを初披露。ワタナベエンターテインメントのウェブサイトにて、『波田陽区ブログ 波田頭区』月曜更新。
2007年6月5日、大学時代に知り合った元保育士の女性と結婚。婚姻届の証人は間寛平。2009年7月31日、長男が生まれる。
2012年2月より、自身のYouTubeアカウントを作成し、現在に至って数々の動画を投稿している。英語版のギター侍の歌の他に、不死鳥の如く生活のあらゆる場面で羽ばたくフェニックスをテーマに『こんなところにフェニックス』というシリーズの動画を展開している（YouTubeチャンネル参照のこと）。
2012年4月7日、『エンタの神様』の復活スペシャルにて、久々に「ギター侍」のネタを披露した。
2016年4月1日、家族と共に福岡市に転居し、ワタナベエンターテインメント九州事業本部に籍を移した。その後は九州を拠点として活動している。
2025年8月19日、自身がルーシー・コガ✫アキと運営するYouTubeチャンネル「別館おとなのお戯れ♡」の当日配信の動画にて、流行語大賞も受賞した林修氏のフレーズ「今でしょ?」を本人公認のもと無償でいただいたと発言。収録当日より「今でしょ?」は自分のものになったとし、このことがネットニュースにならないかと期待を寄せている。

### クイズ!ヘキサゴンII
- 2005年に内容がリニューアルされて以降、レギュラー出演。
- 後に不定期出演となり、2010年10月6日放送分を最後に出演が無くなり、事実上降板（以降もコンサートには出演）。
- 同番組では一発屋2008、AIR BAND、南明奈のスーパーマイルドセブン、スベラーズ、エアヴィジュアルバンドなど番組内で結成されたユニットに多数参加している。

## 持ちネタ
- 主に漫談。一般人や有名人をネタにした「ギター侍」が有名。他には恋を語るネタ、全身を真っ赤に塗って明太子の気持ちを語るネタ、番犬をつれて軍歌を歌うネタ等を持つ。
- これ以外に『爆笑レッドカーペット』では軍人やさだまさしをモチーフにしたキャラ「さだようく」で、著名人をネタにした漫談を行なっていた。
- 2000年代後半以降はいわゆる一発屋であることを自虐ネタにすることがある。
- リオデジャネイロ五輪以降、水谷隼に似ていることから一時期仕事が増え、そのことをネタにしていた。オチは「でも、澤部（佑）のほうが似ていますから！残念！！」だった。

### ギター侍
- 着流し姿でギターを構え「拙者、ギター侍じゃ…」と、ギターを弾き始める。『エンタの神様』では「切ったオイラが悪いのか、切られたオメエが悪いのか…」というナレーションを風の効果音と共に最初に流していた。
- ギターの節(主にAm、Am7の繰り返し)に合わせ

「私／俺は（他の一人称も含む）○○○○（著名人の名前。一般人の場合はシチュエーションの説明）、△△△△△…って、言うじゃなーい?」
「でもアンタ、××××です（〜ます）から! 残念!!　★★★★斬り!!」
- ラストに自虐ネタを入れて終わる

「拙者、◇◇◇◇でしたから…　切腹!!」
- 俎上に上げる人物の紹介から入り、表向きのイメージとそのギャップあるいは真相をバラして斬り捨てるという形のネタ。ラストは自分自身のネガティブな面もバラして切腹するという流れで、切腹ネタは使い回しが多い。

#### ギター侍のエピソード
- 愛用しているギターのメーカーはMorris、1本6万円前後。弦のチューニングは敢えて合わせていないが、これは乱れた着流し姿と共に「自分自身が残念な一方で偉そうに他人へ文句を付ける」という裏設定に由来する。
- 『エンタの神様』以前は『U-CDTV』中の「O-CDTV」の前座を務めていたことがある。その時のネタのターゲットは芸能人・著名人等ではなく一般人だった。
- 2005年4月16日に公開された『クレヨンしんちゃん 伝説を呼ぶブリブリ 3分ポッキリ大進撃』において、本人役[注 1]でゲスト出演を果たした。
- 容姿が内藤大助と似ているので、内藤が亀田挑発時にギター侍に扮したポスターを制作している。

### さだようく
- さだまさしの「関白宣言」のメロディに乗せて一般人や有名人をネタにする。

## 出演番組

### テレビ

#### レギュラー
- 地元応援live Wish+（KBC九州朝日放送）曜日レギュラーMC（火曜日）
- YOU!どきっ（山口朝日放送）曜日レギュラー（月曜日）

#### バラエティ
過去の主な出演番組
- お笑いCDTV（2003年10月 - 2004年9月、TBS）
- TIM神様の宿題（2004年10月 - 2005年6月、中国放送）
- うたばん（2004年11月11日、TBS）
- エンタの神様（日本テレビ）
  - キャッチコピーは「さすらいのギター侍」
- いきなり!黄金伝説。（テレビ朝日）
- ウチくる!?（フジテレビ）
- ぷれミーヤ!（2006年4月 - 2008年9月、テレビ朝日）
- 2時っチャオ!（2006年10月 - 2009年3月、TBS）金曜日15:00コーナーレギュラー
- 波田陽区の奥までテキーラ （2006年10月6日 - 2008年3月28日、あっ!とおどろく放送局）
- クイズ!ヘキサゴンII（フジテレビ）（2005年6月 - 2010年9月、レギュラー→不定期出演）
- 紳助社長のプロデュース大作戦!（TBS）
- 笑点（日本テレビ）
- バリすご8（2017年4月 - 2018年9月、テレビ西日本）
- 波田陽区のひるくる!サタデー（2016年4月9日 - 2020年3月 、山口朝日放送）
- どき生らいぶ（2020年4月 - 2020年9月　、山口朝日放送）
- 土曜の夜は!おとななテレビ（TVQ九州放送）
- パチ王伝（2017年4月 - 2022年3月、TVQ九州放送・テレビ熊本）

その他の出演したことがある番組
- ミュージックステーション・ミュージックステーションスーパーライブ（テレビ朝日、後者は2004年12月24日）
- 1億3000万人が選ぶベストアーティスト（日本テレビ）
- 笑いの金メダル（ABC）
- 爆笑レッドカーペット（フジテレビ)
  - キャッチコピーは「新装開店」→「悩める迷走侍」（波田陽区名義）、「言っておきたいことがある」（さだ陽区名義）
- ザ・イロモネア（TBS）
- 有吉AKB共和国（2014年3月17日、TBS[注 2]）
- おはスタ（2015年1月20日、テレビ東京）
- めちゃ²イケてるッ!（2017年2月、フジテレビ）
- 3時は!ららら♪（信越放送）

#### テレビドラマ
- 新キッズ・ウォー2（2006年7月 - 9月、CBC） - 下川 役
- ランナウェイ〜愛する君のために 第1話（2011年10月27日、TBS） - 慰問コンサートの歌手 役
- D×TOWN「痕跡や」（2012年9月、テレビ東京） - 巡礼する男 役
- ボクの妻と結婚してください。 第2話（2015年5月17日、NHK BSプレミアム） - 本人 役

#### 教育番組
- ぼくドコ 第6回（2021年10月11日、NHK Eテレ）- 本人役

### ラジオ
- COME ON!FM「ゴヂラジ!」火曜日（2016年4月 - 、カモンFM）
- COME ON!FM「波田陽区の侍フェニックス」土曜日（2016年4月 - 、コミュニティエフエム下関）
- 長浜横丁・ナイトクラブとしま 毎週火曜日（2017年10月 - 、KBCラジオ） - ナイターオフ期に放送
- PAO〜N（KBCラジオ）：木曜日ふるさとWish中継リポーター（2019年1月 - 2024年3月）、金曜レギュラー（2021年4月2日 - ）

過去のレギュラー
- YOYOGI PIRATES「波田陽区の星までテキーラ」（- 2014年3月、FM-FUJI）
- JUNK2「波田陽区の中までテキーラ!」（- 2006年9月、TBSラジオ）
- RADICAL LEAGUE「波田陽区の夢までテキーラ」（FM-FUJI）
- NEVERMIND!!「波田陽区の裏までテキーラ」（FM-FUJI）
- ガブリナ 毎週水曜日（2018年4月 - 2019年3月、KBCラジオ）
- 長浜横丁・餃子のオカダ 毎週木曜日（2018年10月 - 2019年3月、KBCラジオ） - ナイターオフ期に放送、番組看板娘ピピちゃんの声も併せて担当
- 川上政行 今日もしゃべりずき! 毎週水曜日・毎週金曜日（2019年4月 - 2021年3月、KBCラジオ）

### CM・広告
- 東洋水産　「マルちゃん焼そばバゴォーン」/「マルちゃん昔ながらのソース焼そば」/「やきそば弁当」
- 元気『風雲 幕末伝』（PlayStation 2用ゲームソフト）
- キンキホーム　シティホーム
- NTTドコモ北陸
- ビタミンウォーター（サントリーフーズ）
  - 『2人そっくり篇』　- 名倉潤、速水もこみちと共演
  - 『波田変わらず篇』　- 名倉、速水共演
- エイチーム「引っ越し侍」
- Ponta『ポン田陽区の残念な夏の思い出キャンペーン』（2018年8月30日 - 9月20日）
- マルタイ
  - 『旬を採り戻せ!キャンペーン』（2018年9月20日 - 11月30日）
  - 『Happy Ba〜th Day キャンペーン』（2020年10月2日 - 12月14日）
- チェレステ「車売るならチェレステっていうじゃない。」（2018年12月 - ）
- 茜ホームアシスト
- オートセブン・アルボ

### 映画
- クレヨンしんちゃん 伝説を呼ぶブリブリ 3分ポッキリ大進撃（2005年） - 本人役（声の出演）[注 1]

## 書籍
- ギター侍の書（2004年10月28日、日本テレビ放送網、ISBN 4820399101）

## CD
- ギター侍のうた（2004年11月17日、ポニーキャニオン、PCCA-70096）  - シングル。週間オリコン最高位4位
- ギター侍のうた弐 〜完全保存盤〜（2005年2月9日、ポニーキャニオン、PCCA-02120） - ミニアルバムDVD付き
- ひとつ500円で買い取らせていただきます（2009年9月30日、FLIGHT MASTER、PCCA-70259）  - シングル。スベラーズ名義

## DVD
- 「ギター侍は波田陽区。」（2004年12月1日、ポニーキャニオン、PCBP-51289）
- 「波田NEW陽区 ニューヨークめった斬り!」（2005年08月24日、バップ、VPBF-12337）